# Dan Estrin
Daniel Estrin (urodzony 9 lipca 1976 roku) – gitarzysta i kompozytor amerykańskiego zespołu rockowego Hoobastank. Początkowo w zespole Dan udzielał się jako wokalista, po pewnym czasie zrezygnował z tego, by poświęcić się wyłącznie grze na gitarze i komponowaniu utworów na płyty Hoobastank. Napisał muzykę, a Douglas Robb słowa do jednego z największych hitów Hoobastank zatytułowanego The Reason.